# Parafia św. Jozafata w Warszawie
Parafia Świętego Jozafata w Warszawie – parafia rzymskokatolicka należąca do dekanatu żoliborskiego, archidiecezji warszawskiej, metropolii warszawskiej Kościoła katolickiego w Warszawie. Obsługiwana przez księży archidiecezjalnych.

## Historia

### Przedwojenny, drewniany kościół parafialny
Parafia pw. św. Jozafata Kuncewicza została erygowana w 1922 roku i zajmowała pierwotnie drewniany budynek, według niektórych źródeł, dawnej cerkwi prawosławnej św. Mikołaja Cudotwórcy, wzniesionej w 1872. W 1920 przebudowano ją na potrzeby kościoła katolickiego. Według innych źródeł wspomniana cerkiew znajdowała się gdzie indziej lub została z tego miejsca przeniesiona. Budynek nie został zniszczony w czasie II wojny światowej, jednak szybko stał się za mały na potrzeby parafii. 

### Kościół parafialny
W latach 1964–1966 na miejscu drewnianego zbudowano nowy kościół murowany według projektu Mariana Laurmana.

### Cmentarz
Na terenie parafii znajduje się cmentarz Wojskowy na Powązkach.